# Leland (Mississippi)
Leland ist eine Stadt im Washington County, Mississippi, Vereinigte Staaten. Das U.S. Census Bureau hat bei der Volkszählung 2020 eine Einwohnerzahl von 3988 ermittelt.
Die Stadt liegt im Herzen der Bluesregion des Mississippi-Deltas an den Ufern des Deer Creek und hat eine Reihe national und regional bedeutender Bluesmusiker hervorgebracht. Der Highway 61, berühmt wegen seiner Erwähnung in etlichen Bluesaufnahmen, führt mitten durch die Stadt und ist namensgebend für das dortige Bluesmuseum.
In Leland ist ein kleines Museum, das an Jim Henson, den Erfinder der Muppet Show erinnert. Henson wurde im benachbarten Greenville geboren und erfand in Leland Kermit den Frosch.

## Söhne und Töchter der Stadt
- Thelma Houston (* 1946), R&B- und Disco-Sängerin und gelegentliche Schauspielerin
- Floyd Huddleston (1918–1991), Songwriter, Drehbuchautor und Fernsehproduzent
- Wadada Leo Smith (* 1941), Trompeter und Komponist, der hauptsächlich in den Bereichen des Avantgarde Jazz und der Neuen Improvisationsmusik tätig ist